# Mario Llamas
Mario Llamas (Città del Messico, 30 marzo 1928 – 17 giugno 2014) è stato un tennista messicano.

## Carriera
Nel biennio 1960-61 ha raggiunto gli ottavi di finale sia al Roland Garros che a Wimbledon, sull'erba londinese è avanzato ai quarti di finale nel doppio in coppia con il connazionale Francisco Contreras.
Ha fatto parte della squadra messicana di Coppa Davis dal 1951 al 1962 vincendo ventuno incontri e perdendone ventitré, ha contribuito al raggiungimento della finale nell'edizione 1962 che è stata il miglior risultato del Messico nella competizione a squadre. È riuscito a conquistare tre medaglie ai Giochi panamericani tra cui l'oro nel doppio maschile insieme a Gustavo Palafox.